# Chandrayaan-1
Chandrayaan-1 (Sânscrito: चंद्रयान-1, lit: Nave Lunar) foi uma missão espacial lunar não-tripulada organizada pela Agência Espacial Indiana. A espaçonave foi lançada em direção à órbita da Lua em 22 de outubro de 2008, do Centro Espacial de Satish Dhawan, no interior da Índia.
A sonda tinha uma massa total de 1308 quilogramas, incluindo um equipamento de controle remoto de alta definição, em freqüências normais, infravermelho e de raios-X. Sua missão consistia em passar dois anos em órbita da Lua fazendo um mapeamento da superfície do satélite, para produzir um mapa completo de suas características químicas e de topografia em 3D. As regiões polares são de interesse especial, já que se acredita que elas possam conter algum tipo de gelo.
A Chandrayaan-1 foi lançada com sucesso a 22 de outubro, às 06h 22min do horário indiano (00h 52min UTC) e, após atingir a órbita de transferência lunar, levou cinco dias e meio em seu caminho até o satélite. O custo da missão foi estimado em US$ 80 milhões e seu diretor é o cientista Mylswamy Annadurai.
A missão da Chandrayaan incluiu cinco experimentos da agência espacial do país e mais seis cargas de outras agências espaciais internacionais, como a NASA, ESA e Agência Espacial Búlgara, que foram transportadas sem custo para estas agências.